# Louis-Joseph Anthonissen

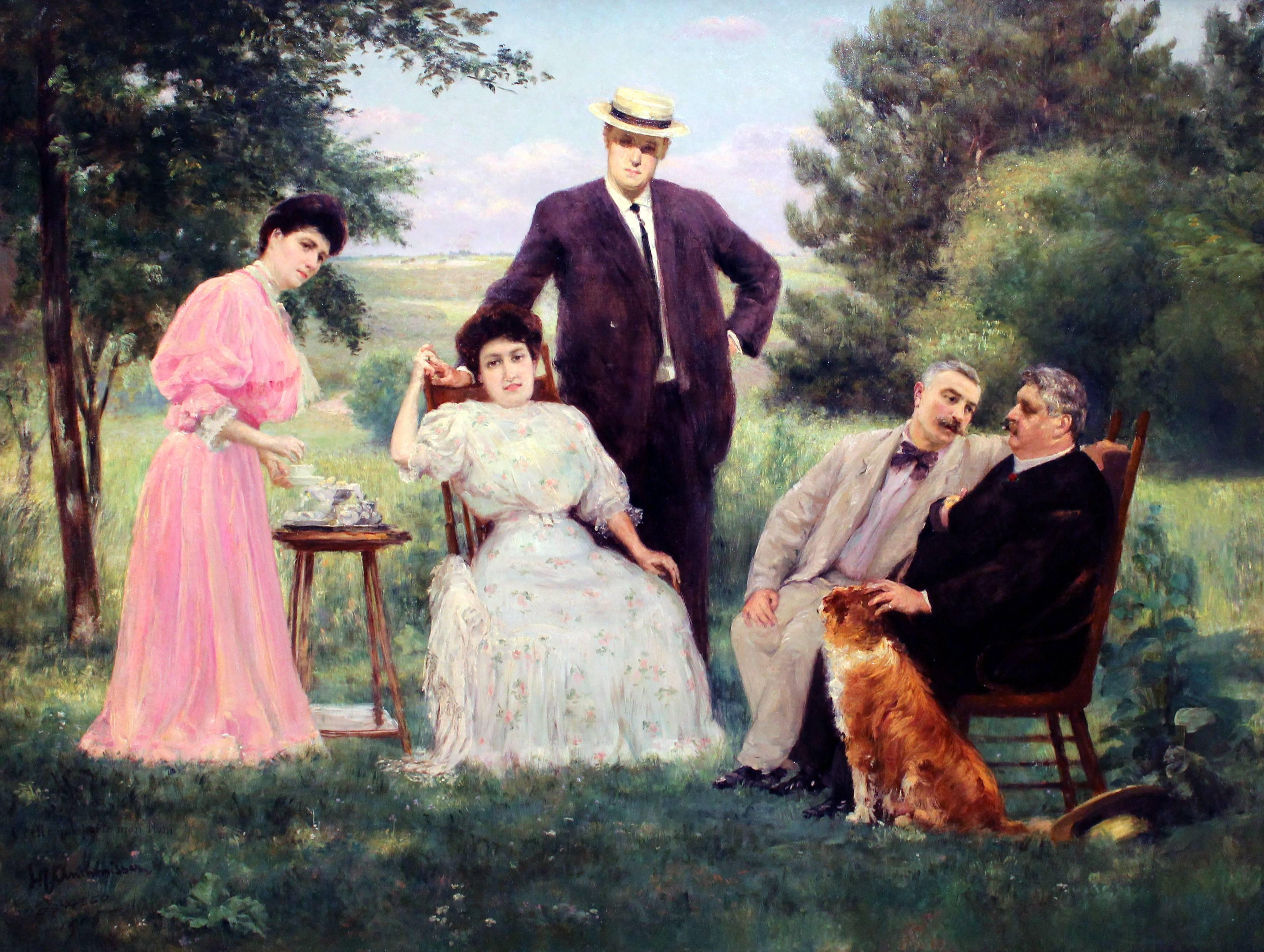
Doktor Eddy und seine Vertrauten

Louis-Joseph Anthonissen (* 11. Februar 1849 in Zandvliet; † 5. Oktober 1913 in Antwerpen) war ein belgischer Maler des Orientalismus.
Anthonissen studierte an der Koninklijke Academie voor Schone Kunsten van Antwerpen und an der École des beaux-arts de Paris.
Nach dem Studium war er von 1880 bis 1889 in Paris tätig. Er stellte seine Werke von 1890 bis 1912 im Salon der Société nationale des beaux-arts aus. Er widmete sich hauptsächlich dem Orientalismus, besuchte oft Algerien (besonders Biskra) und Marokko.